# آلکس مارانئو
آلکساندرو کاروالیو لوپز (به پرتغالی: Alexsandro Carvalho Lopes) هافبک، مهاجم اهل برزیل است که در شهر São Luís و در تاریخ ۳۰ آوریل ۱۹۸۵ به دنیا آمده‌است.
آلکساندرو کاروالیو لوپز در تیم‌های فوتبال Uniclinic سابقهٔ حضور دارد.